# کامیونک (استان اوپوله)
کامیونک (به لهستانی: Kamionek) یک منطقهٔ مسکونی در لهستان است که در گمینا گوگولین واقع شده‌است. کامیونک ۶۶۴ نفر جمعیت دارد.